# Seán Keane

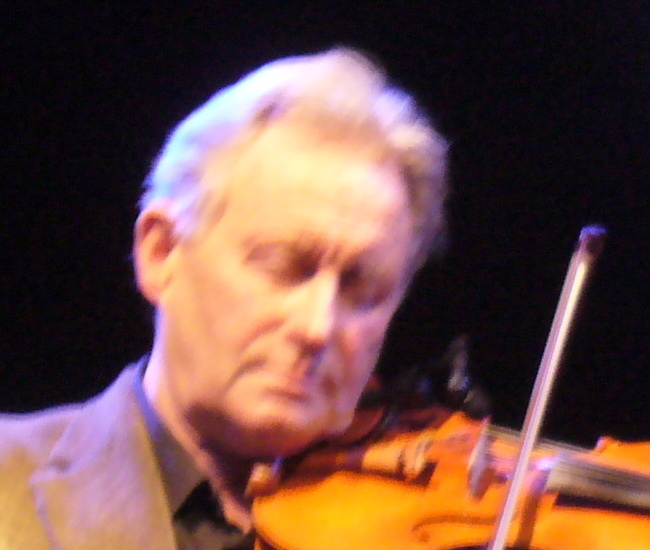
Seán Keane in 2010

Seán Keane (Dublin, 12 juli 1946 – aldaar, 7 mei 2023) was een Ierse violist en leraar.
Zijn ouders waren ook traditionele vioolspelers. Hij speelde in de jaren zestig bij Ceoltóirí Chualann voor hij in 1968 bij The Chieftains ging werken. Zijn unieke manier van spelen die afwijkt van de manier van andere violisten, is beïnvloed door de muziek van de uilleann pipes.
Keane is op 76-jarige leeftijd onverwachts in zijn huis overleden.

## Discografie
Seán Ó Ríada en Ceoltóirí Cualann Albums
- The Playboy of the Western World - 1961
- Reacaireacht an Riadaigh - 1963/2002
- Ding Dong - 1967/2002
- Ó Ríada sa Gaiety le Seán Ó - 1970/1988
- Ceol Na nUasal Music of the Nobles - 1971
- Ó Ríada - 1971/1992
- Battle of Aughrim - read by Richard Murphy and music by Seán Ó Ríada and Ceoltóirí Cualann - 1968

Solo, duetten en trio's
- Comhaltas Ceoltóirí Éireann: The Castle Ceili Band - 1973
- Carolan's Receipt, Volume 1 - 1975
- Gusty Frolics - 1976
- Roll Away the Reel World - 1980/1992
- Seán Keane - 1981/82
- Matt Molloy, Seán Keane & Arty McGlynn: Contentment is Wealth - 1985
- Jig It In Style - 1989
- 50 Fiddle Solos with Cassette - 1990
- Liam O'Flynn: Out on Another Side - 1993
- The Fire Aflame with Liam O'Flynn and Matt Molloy - 1993
- Liam O'Flynn: The Given Note - 1997
- James Keane: With Friends Like These - 1998
- Liam O'Flynn: The Piper's Call - 1999
- James Keane: Sweeter as the Years Roll By - 1999
- The Man That I Am

Medewerking aan andere albums
- Folk Music and Dances of Eire - ?
- An Fhidil Straith II - 1980
- Kate Bush: The Dreaming - 1982/1996
- Claddagh's Choice - 1984
- Ali Farka Touré: The River - 1990
- Celtic Fiddle Collection: Playing with Fire - 1991
- Celts Rise Again - 1992
- Heart of the Gaels - 1992
- Port Na Coille - 1994
- Flight of the Green Linnet - 1995
- Green Linnet Records: The Twentieth Anniversary Collection - 1996
- Mark Knopfler: Golden Heart - 1996
- Mike Oldfield: Voyager - 1996
- Carlos Núñez: A Irmandade das Estrellas - 1996
- Traditional Music of Ireland - 1997
- James Keane: Live in Dublin - 1998
- Legends of Ireland - Rhino Records, 1999

Raadpleeg verder de discografie van The Chieftains